# Klaus Eßer (Politikwissenschaftler)
Klaus Eßer (* 14. November 1940 in Mönchengladbach; † 12. Oktober 2014 in Berlin) war ein deutscher Politik- und Wirtschaftswissenschaftler und Autor.

## Leben

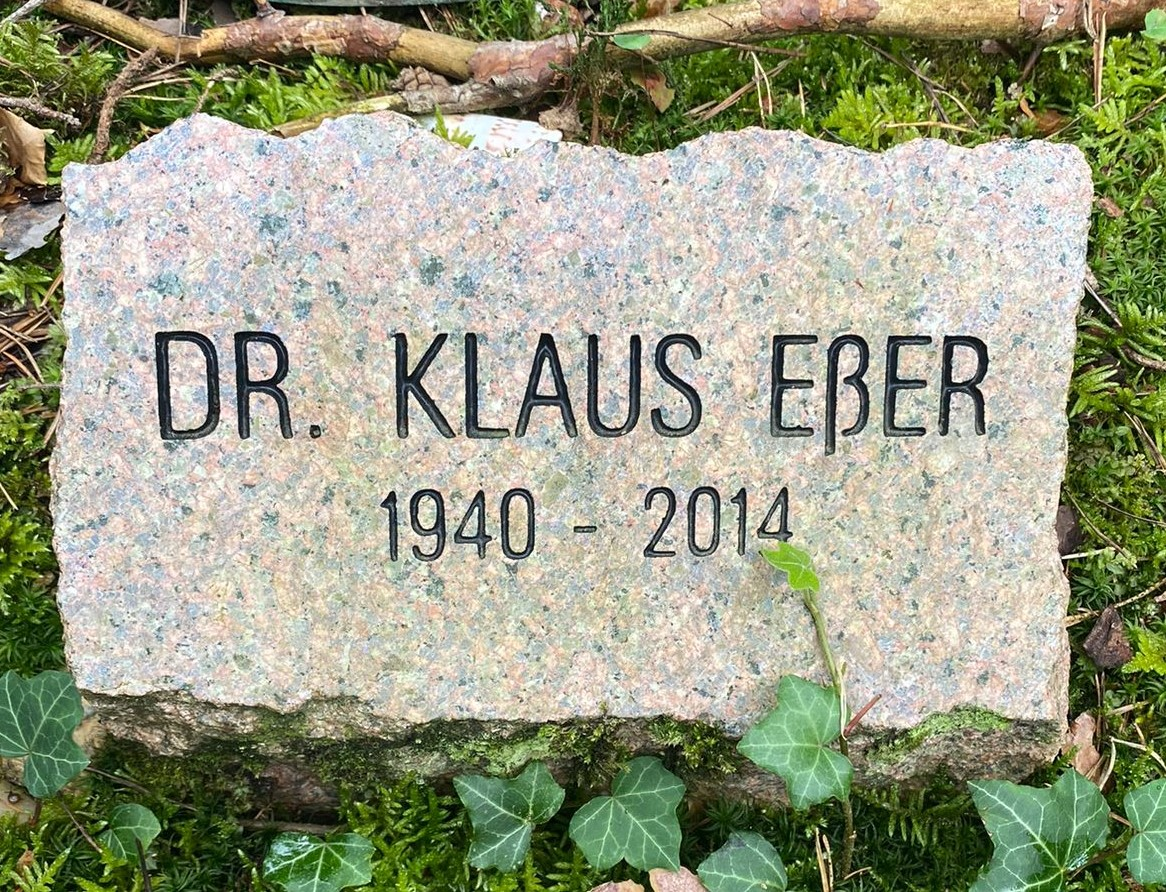
Grabstein auf dem Südwestkirchhof Stahnsdorf

Nach einer Kindheit – kriegsbedingt – in Österreich und im Sauerland, machte Klaus Eßer sein Abitur in Mönchengladbach und studierte dann von 1960 bis 1967 Politische Wissenschaften, Geschichte, Philosophie und Volkswirtschaft in Aachen, Frankfurt, Köln und München, wo er auch Vorsitzender des Internationalen Studentenbunds war. Er beendete das Studium 1967 in Aachen mit der Promotion („Intelligenzia und Revolution in Chile“). Seit den 1960er Jahren beschäftigte er sich mit den politischen und wirtschaftlichen Systemen in Südeuropa und auf dem lateinamerikanischen Kontinent. 1961 reiste er als Student das erste Mal nach Lateinamerika, die Rheinische Post berichtete darüber.
Zunächst arbeitete er von 1967 bis 1971 in der Lateinamerikaabteilung der Deutschen Welle in Köln. 1971 trat er eine Stelle am Deutschen Institut für Entwicklungspolitik (DIE) in Berlin an (heute: IDOS). 1975 begleitete er den SPD-Vorsitzenden und Ex-Kanzler Willy Brandt auf einer offiziellen Reise nach Venezuela. Eßer leitete diverse Auslandsexkursionen des DIE in Lateinamerika und ging als Leiter der Abteilung IV (Lateinamerika) des DIE im Jahr 2001 in Pension.

## Privatleben
Klaus Eßer war verheiratet und hat zwei Töchter. Er ist der Bruder des Schriftstellers Paul Eßer sowie des Lehrers Hans Eßer (der Günter Wallraff seinen Namen lieh). Seine letzte Ruhestätte fand er auf dem Südwestkirchhof Stahnsdorf.

## Werk
Themen seiner über 250 Publikationen/Vorträge (1966–2010) sind Industrialisierung, Nationalstaat und Kultur, regionale Integration sowie die internationale Wettbewerbsfähigkeit, fast immer in Zusammenhang mit den Staaten Südeuropas und Lateinamerikas. 1995 erhielt er für seine Arbeit den „Augsburger Universitätspreis für Spanien-, Portugal- und Lateinamerikastudien“. Im Jahr 2010 übertrug er in einer Studie Entwicklungstheorien aus seiner langjährigen Arbeit auf die Situation seiner Heimatstadt Mönchengladbach.
- Durch freie Wahlen zum Sozialismus oder Chiles Weg aus der Armut. Rowohlt, Reinbek 1972.
- Oil and development: Venezuela. (GDI) Berlin 1974.
- Mitautor: Studie zur Erweiterung der EG um Griechenland, Spanien und Portugal. Gutachten, Berlin 1977.
- Política industrial de Portugal e indústrias em crise da Comunidade Europeia. Estado de caso das fibras químicas. Gutachten, Berlin 1979.
- Lateinamerika – Industrialisierungsstrategien und Entwicklung. edition suhrkamp, Frankfurt 1979.
- Lateinamerika. Welt- und Regionalmarktorientierung. Empfehlungen zur regionalen Kooperation und Integration. DIE-Schriftenreihe, Bd. 98, Berlin 1990.
- Entwicklung einer Wettbewerbsstrategie. Herausforderung der Länder Lateinamerikas in den 90er Jahren. Berichte und Gutachten Nr. 11/1991 (DIE), Berlin.
- mit Dirk Messner, Wolfgang Hillebrand, Jörg Meyer-Stamer: Neue Determinanten internationaler Wettbewerbsfähigkeit – Erfahrungen aus Lateinamerika und Ostasien (DIE), Berlin 1992.
- Systemische Wettbewerbsfähigkeit. Internationale Wettbewerbsfähigkeit der Unternehmen und Anforderungen an die Politik. Berichte und Gutachten Nr. 11/1994 (DIE), Berlin.
- Neue Tendenzen der Exportförderung. Anforderungen an Konzept und Instrumente: Beispiel Uruguay. Berichte und Gutachten Nr. 11/1995 (DIE), Berlin.
- mit Dirk Messner, Wolfgang Hillebrand, Jörg Meyer-Stamer: Systemic Competitiveness: New governance patterns for industrial development. Cass, London 1996.
- Paraguay. Construyendo las Ventajas Competitivas. Estudios e informes No. 4/1997 (IDA), Berlin.
- Construyendo las Ventajas Competitivas en Guatemala. Exigencias a la Reorientación Político-Económica e Institucional. Estudios e informes No. 8/1998 (IAD), Berlin.
- Modernisierungshemmnisse der lateinamerikanischen Regionalkultur. Berichte und Gutachten Nr. 4/1998 (DIE), Berlin.
- (Hrsg.) Competencia global y libertad de acción nacional, Nuevo desafío para las empresas, el Estado y la sociedad. Caracas 1999.
- Institutioneller Wandel unter Globalisierungsdruck. Überlegungen zu Aufbau und Koppelung von Nationalstaat und Marktwirtschaft in Chile. Berichte und Gutachten Nr. 4/1999 (DIE), Berlin.
- Die Partnerschaft mit Schwellenländern – Anforderungen an die deutsche Politik. Analysen und Stellungnahmen Nr. 2/2000 (DIE), Berlin.
- Mönchengladbach – Weiterer Niedergang oder kommunales Zukunftsprojekt?. Eigenverlag, Berlin 2010.

## Zitat
„Klaus Eßer ist seit Jahrzehnten einer der profiliertesten deutschen Lateinamerika-Experten. Seine Kenntnisse über die sozioökonomischen Entwicklungstrends des iberoamerikanischen Kontinents sind im deutschen Sprachraum sicher einzigartig. [...] Seine Arbeiten sind oft - ob gewollt oder ungewollt - zugespitzt, auf Kontroverse und Widerspruch angelegt, provozierend. Das hat den Debatten, die Klaus Eßer angestoßen oder mitbestimmt hat, stets genutzt.“